# Gnaphosa fontinalis
Gnaphosa fontinalis är en spindelart som beskrevs av Eugen von Keyserling 1887. Gnaphosa fontinalis ingår i släktet Gnaphosa och familjen plattbuksspindlar. Inga underarter finns listade i Catalogue of Life.